# 函館聖約翰教會

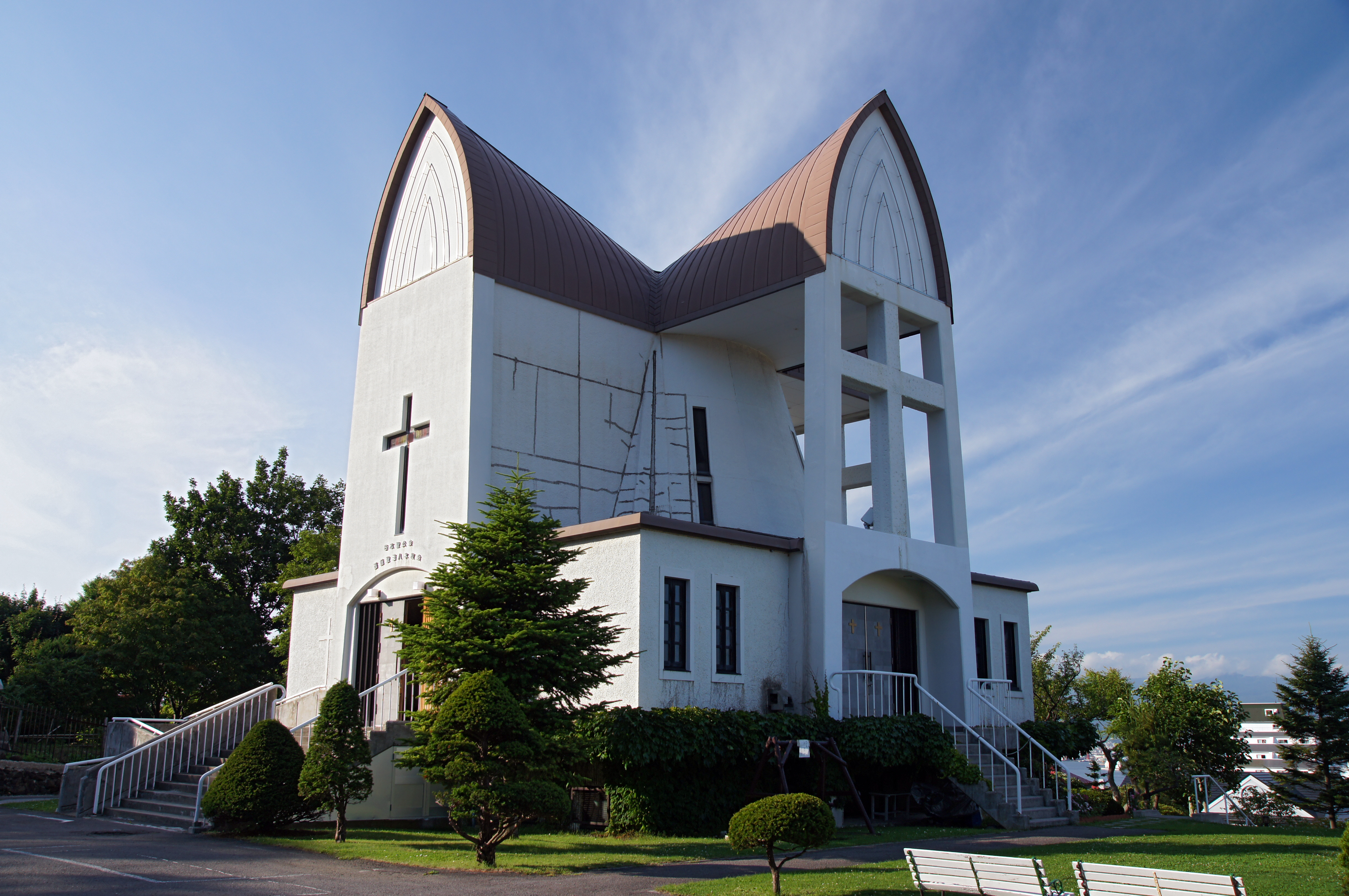
函館聖約翰教堂

函館聖約翰教堂（日语：函館聖ヨハネ教会）是位於日本北海道函館市的一座日本聖公會北海道教區的教堂。函館聖約翰教堂以其棕色的屋頂和外牆的十字架為特徵，屋頂也是十字架形。自函館山山頂可看見函館聖約翰教堂的十字架。函館聖約翰教堂也是函館西部元町地區最具代表性的三座教堂之一（另外兩座是函館正教會和元町天主堂）。
自市電「十字街」站徒步15分可達到函館聖約翰教堂

## 外部連結
- 函館聖ヨハネ教会 （页面存档备份，存于） 日本聖公会北海道教区